# Phreatia valida
Phreatia valida är en orkidéart som beskrevs av Rudolf Schlechter. Phreatia valida ingår i släktet Phreatia och familjen orkidéer. Inga underarter finns listade i Catalogue of Life.